# Orfismo (culto)

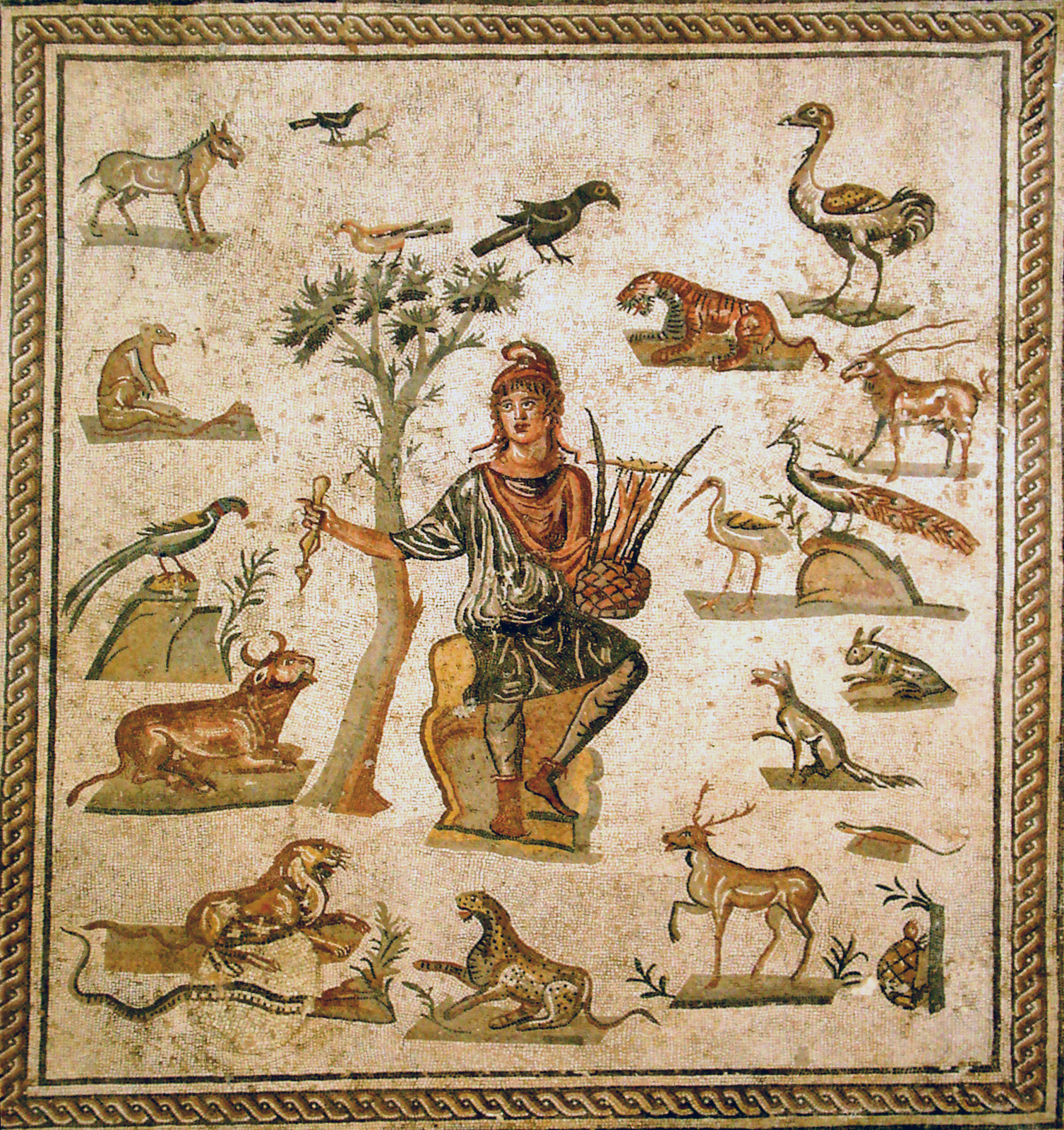
Mosaicos de Orfeu foram encontrados em muitas moradias romanas. Ele veste um barrete frígio e está cercado de animais encantados pelo tocar da lira

Orfismo (grego antigo: Ὀρφικά) é um conjunto de crenças e práticas religiosas originárias do mundo grego helenista bem como pelos trácios, associada com a literatura atribuída ao poeta mítico Orfeu, que desceu ao submundo grego e voltou. Os órficos reverenciavam Dioniso (que uma vez desceu ao Mundo Inferior e voltou) e Perséfone (que anualmente descia ao Mundo Inferior por uma temporada e depois retornava, personificando a primavera). O orfismo tem sido descrito como uma reforma da anterior religião dionisíaca, envolvendo uma reinterpretação ou releitura do mito de Dionísio e um reordenamento da Teogonia de Hesíodo, baseado em parte na filosofia pré-socrática.
O foco central do orfismo é o sofrimento e a morte do deus Dioniso nas mãos dos Titãs, o que constitui a base do mito central do orfismo. De acordo com esse mito, o infante Dioniso é morto, dilacerado e consumido pelos Titãs. Em retribuição, Zeus atinge os Titãs com um raio, transformando-os em cinzas. Destas cinzas nasce a humanidade. Na crença órfica, esse mito descreve a humanidade como tendo uma natureza dual: corpo (sōma), herdado dos Titãs, e uma centelha divina ou alma (psychē), herdada de Dioniso. Para alcançar a salvação da existência material, titânica, era preciso ser iniciado nos mistérios dionisíacos e passar por teletē, um ritual de purificação e revivência do sofrimento e morte do deus. Os órficos acreditavam que, após a morte, passariam a eternidade ao lado de Orfeu e outros heróis. Os não iniciados (amyetri), eles acreditavam, seriam reencarnados indefinidamente. A fim de manter sua pureza após a iniciação e o ritual, os órficos tentavam viver uma vida ascética livre de contaminação espiritual, principalmente aderindo a uma dieta vegetariana estrita que também excluía certos tipos de feijão.

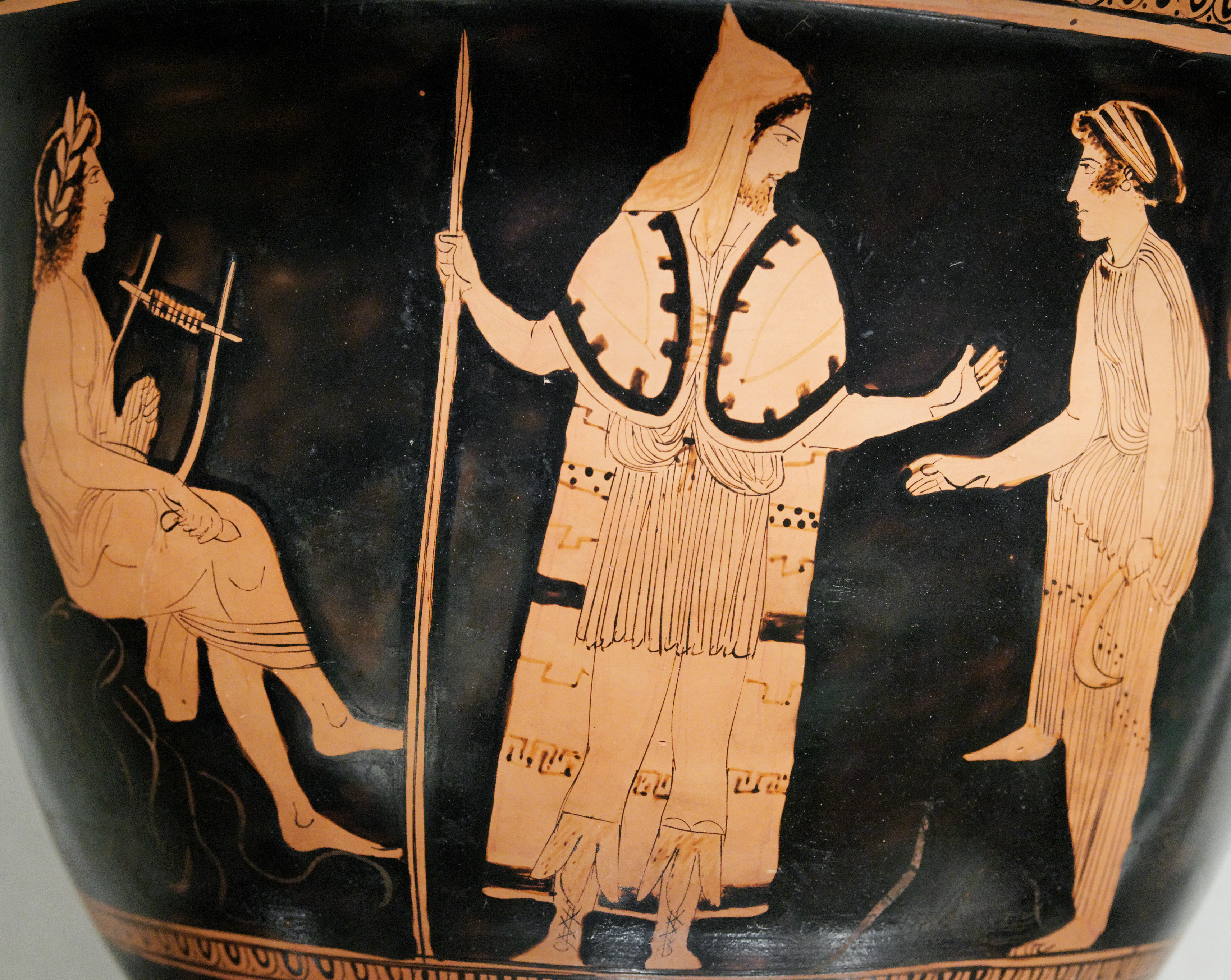
Orfeu (à esquerda, com lira) entre os trácios, de uma cratera-sino ática de figura vermelha (c. 440 a.C.)

Poesia contendo crenças distintamente órficas foram rastreadas até o século VI a.C. ou pelo menos até o século V a.C., e escritas do século V a.C. aparentemente se referem a "Órficos". Fontes clássicas, como Platão, referem-se a "iniciadores em Orfeu" (Ὀρφεοτελεσταί), e ritos associados, embora o quanto a literatura "órfica", em geral está relacionada a esses ritos ainda não é certo.

## Origem
Não está claro, em especial, a relação do orfismo a fenômenos relacionados dentro da religião grega, como pitagorismo, os mistérios de Elêusis, várias manifestações de culto a Dionísio e a filosofia religiosa do pré-socrático Empédocles. No século V a.C. Heródoto relatou a proibição do sepultamento do morto vestindo roupas de lã, uma disposição funeral que chamou de órfica.

## Peculiaridades
O orfismo diferia da religião grega popular das seguintes maneiras:
- caracterizava as almas humanas como divinas e imortais, mas condenadas a viver (por um período) em um círculo penoso de sucessivas encarnações através da metempsicose ou transmigração de almas;
- prescrevia uma forma ascética de vida, ou vida órfica, a qual, junto com ritos iniciáticos secretos, deveria garantir não apenas o desprendimento do tal círculo penoso mas também uma comunhão com deus(es);
- advertia sobre uma punição pós-morte por certas transgressões cometidas durante a vida;
- era fundamentada sobre escritos sagrados com relação à origem dos deuses e seres humanos.

## Evidências
As visões e práticas órficas foram testemunhadas por Heródoto, Eurípides e Platão. A maioria das fontes de ensinamentos e práticas órficas é atrasada e ambígua, e alguns estudiosos afirmam que o orfismo tenha sido na verdade uma construção de uma data mais recente do que se acredita. Porém, os papiros Derveni, descobertos há poucos anos, permitem datar a mitologia órfica em quatro séculos a.C. ou até uma data mais antiga que essa. Outras inscrições encontradas testemunham a antiga existência de um movimento com as mesmas crenças centrais que foi mais tarde associado com o nome do orfismo.

## Mitologia
As teogonias órficas são trabalhos genealógicos como a Teogonia de Hesíodo, mas os detalhes são diferentes. O relato principal é: Dioniso (na sua encarnação de Zagreu) é o filho de Zeus e Perséfone; Zeus nomeia a criança como sua sucessora, o que irrita sua esposa Hera. Ela instiga os Titãs a assassinarem a criança. Zagreu é então enganado com um espelho e brinquedos infantis pelos Titãs, que o despedaçam, fervem e o consomem. Zeus lançou um raio nestes e Hermes salvou o coração de Zagreu. As cinzas resultantes geraram a humanidade pecaminosa, composta dos corpos dos Titãs e de Dionísio. A alma do homem (fator dionisíaco) é portanto divina, enquanto o corpo (fator titânico) aprisiona a alma. Declarava-se que a alma retornaria repetidamente à vida, atada à roda do renascimento. Após a punição, as partes desmembradas de Zagreu foram cuidadosamente recolhidos por Apolo, que os enterrou em sua terra sagrada Delfos. Nos séculos posteriores, estas versões foram submetidas a um desenvolvimento em que o ato de enterrar de Apolo tornou-se responsável pela reencarnação de Dionísio, dando assim a Apolo o título Dionysiodotes (concededor de Dionísio). Apolo desempenha um papel importante no mito do desmembramento porque ele representa a reversão da Alma Encósmica de volta à unificação.
Existem duas histórias órficas do renascimento de Dionísio: em uma, é o coração de Dionísio que é implantado na coxa de Zeus; na outra, Zeus engravidou a mortal Sêmele, resultando no renascimento literal de Dioniso. Muitos desses detalhes diferem dos relatos dos autores clássicos. Damáscio diz que Apollo "reúne-o (Dioniso) junto e o traz de volta". Fírmico Materno, um autor cristão, faz um relato diferente com o livro Sobre o erro das religiões profanas. Ele diz que Júpiter (Zeus) era originalmente um rei (mortal) de Creta—um conceito de evemerismo—e Dioniso era seu filho. Dioniso foi assassinado e depois canibalizado. Apenas seu coração foi resgatado por Atena. Uma estátua de gesso (a mesma substância que os Titãs usavam para se disfarçar) foi então feita para se parecer com Dioniso, e o coração colocado dentro dela.
As teogonias órficas incluem:
- A "Teogonia Protogonos", perdida, composta cerca de 500 a.C., que presumidamente só é conhecida através de comentários encontrados em papiros como o de Derveni e em referências nos autores clássicos, como Empédocles e Píndaro.
- A "Teogonia Eudemiana", também perdida, foi composta no século V a.C., e teria sido o produto de um culto sincrético Baco-Curético.
- A "Teogonia Rapsódica", também perdida, composta na idade helenística, incorporava os trabalhos anteriores, e ficou conhecida através de sumários nos escritos de autores neoplatônicos.
- A "Teogonia Hieronimiana", atribuída a Jerônimo de Rodes e Helânico em relatos de Damáscio e Atenágoras, posterior às anteriores e produzida na era helenística, relatando que Chronos faz parte da tríade primordial junto com água e lama como princípios, no lugar da Noite, e que ele produz Fanes do Ovo Cósmico.
- Os Hinos Órficos, 87 poemas hexamétricos de extensão mais curta, foram compostos no final da era helenística ou início da era imperial romana.

## Vida após a morte
As fontes epigráficas demonstram que a mitologia órfica sobre a morte e ressurreição de Dionísio estava associada a crenças em uma vida pós-morte abençoada. Tábuas de ossos encontradas em Ólbia Pôntica (século V a.C.) traziam inscrições curtas e enigmáticas do tipo: Vida. Morte. Vida. Verdade. Dio(niso). Órficos. A função dessas tábuas é desconhecida.

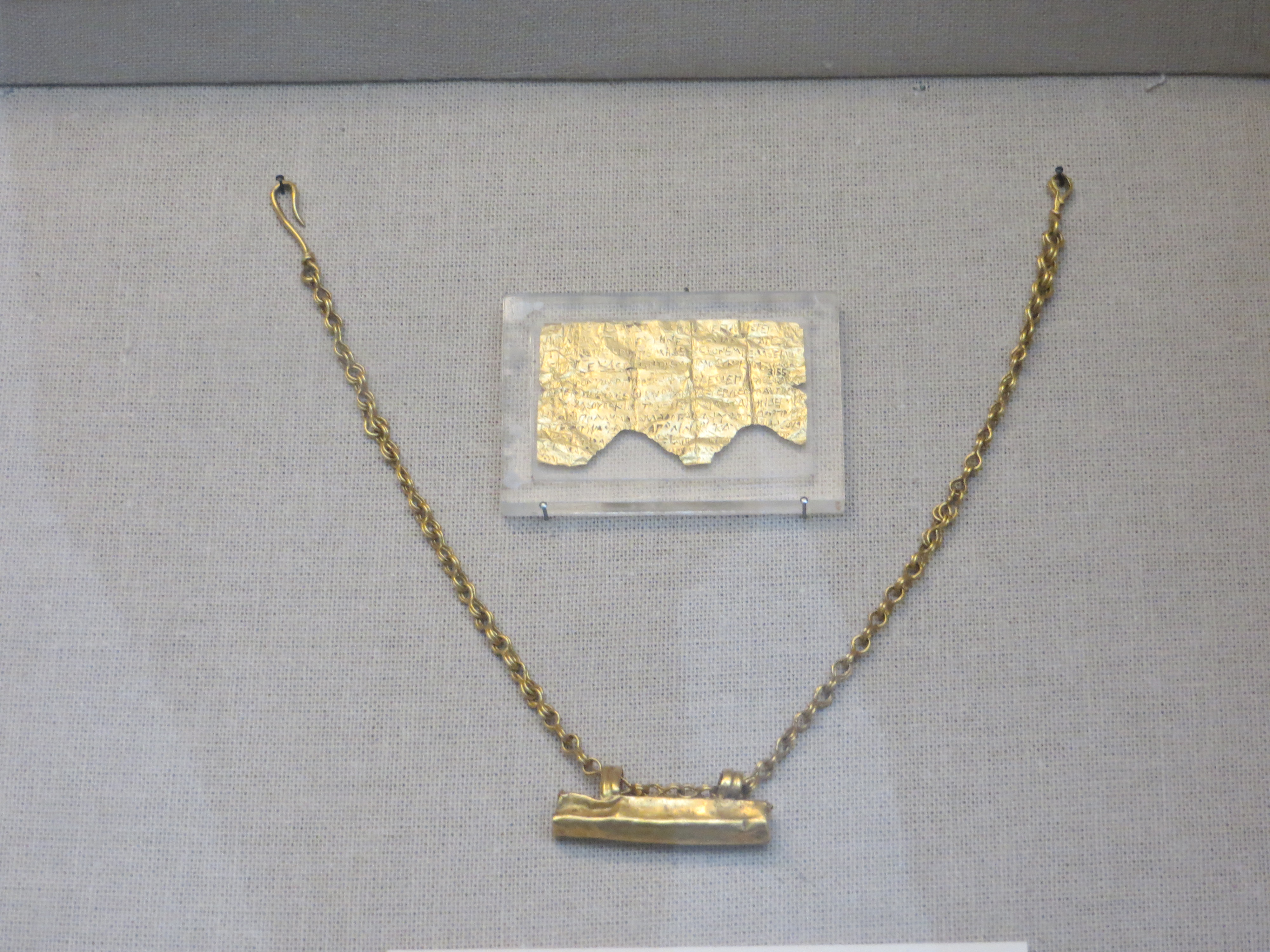
Tabuleta órfica de ouro e cápsula encontradas em Petélia, sul da Itália (Museu Britânico)

Tabuletas de folha de ouro encontradas em túmulos de Túrio, Hipônio, Tessália e Creta (século IV a.C.) davam instruções ao morto. Embora essas tabuletas finas sejam frequentemente muito fragmentárias, coletivamente elas apresentam um cenário compartilhado da passagem para a vida após a morte. Quando ele chegasse ao Hades, deveria tomar cuidado para não beber do Rio Letes (Esquecimento), mas do poço de Mnemósine ("Memória"). São-lhe fornecidas nas lâminas expressões formulaicas com as quais se apresentará aos guardiães da vida após a morte, aos quais deveria dizer: Eu sou o filho da Terra e do Céu Estrelado. Estou com sede, dê-me algo para beber da fonte de Mnemósina. Outras folhas douradas diziam: "Agora você está morto, e agora você renasce neste mesmo dia, três vezes abençoado. Diga a Perséfone que o próprio Báquico redimiu você."

## Pitagorismo
As visões e práticas órficas têm elementos paralelos com o pitagorismo. Há, porém, muito pouca evidência para determinar a extensão de qual movimento que influenciou o outro.

## Os papiros Derveni
Os papiros Derveni compõem um pergaminho antigo grego que foi encontrado em 1962. É um tratado filosófico que é um comentário alegórico em um poema órfico, uma teogonia que diz respeito ao nascimento dos deuses, produzido no círculo do filósofo Anaxágoras, na segunda metade do século V Antes da Era Comum, tornando-o, segundo Ricahrd Janko, "a mais importante nova peça de evidência sobre a filosofia e religião gregas a vir à tona desde a Renascença". Ele data de cerca de 340 A.E.C., durante o reinado de Filipe II da Macedônia, sendo o mais antigo manuscrito sobrevivente da Europa. Ele foi finalmente publicado em 2006.